# Aku-Aku

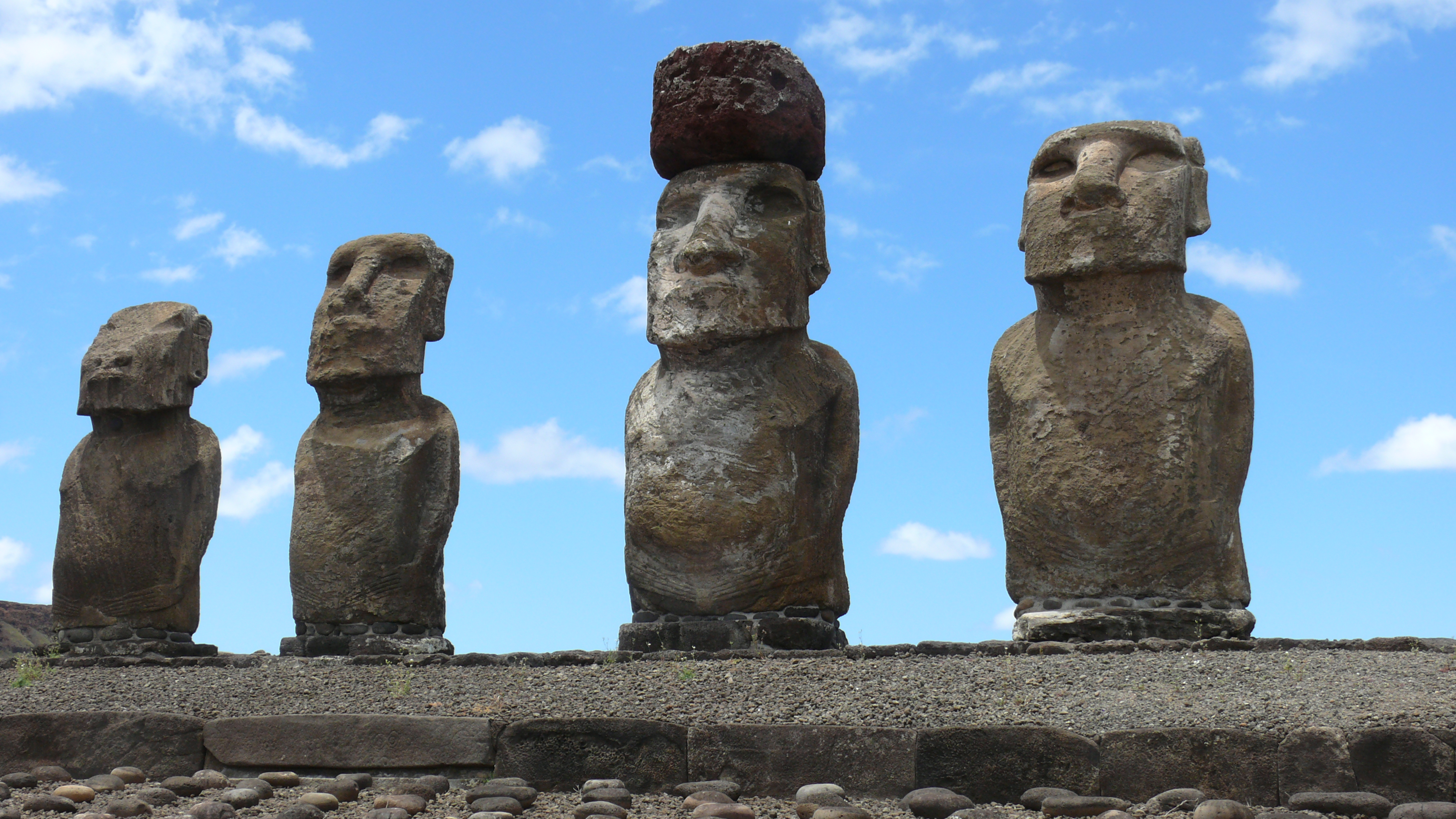
Moais en la Isla de Pascua.

Los Aku-Aku son "Espíritus guardianes" para los habitantes de la Isla de Pascua, en el extremo oriental de Polinesia, en el sureste del Pacífico. Forman parte de la mitología Rapa Nui

## Significado
Los Aku-Aku  son espíritus benévolos o malignos de clanes o familias según el lugar determinado de cada espíritu. Estos espíritus son manifestaciones espirituales de habitantes que violaron las normas sagradas (tapu en idioma rapanui) declaradas por el ariki. Se relata que, cuando un habitante rompe un tapu, el alma de la persona al morir cobra la forma de un Aku-Aku. También se relata que estos espíritus protegen lugares de la isla (como cavernas o grutas), protegiendo tesoros familiares o restos fúnebres, reaccionando de forma agresiva ante los intrusos, hostigándolos y que deambulan entre el mundo físico y espiritual. Estas entidades también tienen la capacidad de cambio de forma en animal, vegetal, humana e incluso en objetos o vapor. Otro término referente a estos seres es "Ivi atua" que serían espíritus bondadosos que ayudan a sus familiares o miembros de clan en trabajos o actividades agrícolas, siendo los llamados "Tumu ivi atua", sacerdotes con las cualidades y el poder para controlar y manipular a estas entidades. Hay que tener en cuenta la tendencia a confundir estos 2 últimos términos entre sí producto del punto de vista que hay entre un clan con sus propios espíritus tutelares y uno ajeno a este con sus correspondientes.
En el aspecto ritual, los antiguos rapanui tenían la costumbre de que en ocasiones de celebrarse un hecho cualquiera con curanto ("umu" en lengua indígena), procuraban de que este emanara abundante vapor, debido a que estos seres se alimentan del vapor y por ello traería buena suerte a los beneficiados por parte de estos espíritus. Los Aku-Aku son representados en figuras antropomorfas de madera de toromiro (arbusto nativo en proceso de reintroducción) llamados "Moái Kava-Kava" por los isleños. Según las leyendas, en Hiva (la tierra natal de donde proviene el pueblo Rapa Nui) hay un lugar de residencia solo para espíritus, llamado "Ovake-vake". También relatan que para llegar de Rapa Nui a Hiva o viceversa, los Aku-Aku se "montan" en el arco iris.

## Origen
Las leyendas y tradiciones orales en Isla de Pascua como en toda Polinesia relatan con un sentido connotativo espiritual la historia de seres humanos de todos los niveles sociales, seres vivos o mitológicos, fenómenos naturales, físicos o sobrenaturales, relatos de dioses y en este caso espíritus. La leyendas de los Aku-aku involucra inmediatamente la creación de los Moai Kava-kava por su estrecha relación simbólica. La leyenda de los Aku-aku es registrada durante el periodo de permanencia en la isla del Padre Capuchino Sebastián Englert en el siglo XIX: 

El ariki Tu´u Ko´iho, compañero y cuñado del ariki Hotu Matu´a fue desde Hare Koka a Hanga Hahave donde lo habían invitado a una fiesta, él pasando por Puna Pau vio en una roca roja acostados 2 espíritus cuyos nombres eran Nuku Te Mango y Hitirau , estaban desnudos tomando sol, el ariki se sorprendió de sus cuerpos demacrados y casi esqueléticos, un tercer espíritu vio al ariki y advirtío a los espíritus acostados que tomaban sol: " Cubran sus desnudos cuerpos, que el ariki lo ha visto a ustedes recostados". El ariki ante esta escena se retira rápidamente, dejando a los espíritus y siguiendo con su camino. Atrás quedaron los 2 espíritus avergonzados de sus cuerpos que el ariki vio y que les contaría a las personas de sus espantosos cuerpos, de los cuales se reirían. Entonces a los espíritus se les ocurrió un plan: atraparían al ariki, lo amenazarían de no contar lo que vio y comprobarían su compromiso. Pillaron al ariki en el camino, lo amenazaron de muerte, de no contarle a nadie lo que había visto, juró y lo dejaron ir. Para comprobar si cumplía con la amenaza cobraron forma humana y se encontraron con el ariki, lo saludaron coordialmente como el rey que era y le preguntaron si había visto por el camino, este contesta que no vio nada, se despidió y siguió su camino, repitieron el ejercicio varias veces pero la diferencia era que iban aumentado el número de personas en que se transformaban hasta llegara ser un gran grupo que se encontraba con el rey en su camino, lo saludaban y le hacían la misma pregunta y el rey siempre respondía que no, hasta que por fin los espíritus se convencieron de la palabra del rey y se fueron. Pero el rey Tu´u Ko´iho fue ingenioso y al regresar a su casa, tomó dos palos de toromiro y talló los 2 espíritus que él había visto y las amarró como si fueran títeres y la gente iba a la casa de rey Tu´u Ko´iho a ver las esculturas. Y así fue como el rey Tu´u Ko´ihu hizo saber a la gente lo que había visto sin el uso de la palabra.

## En la cultura popular
Las máscaras Aku-Aku (bien) y Uka-Uka (mal) de la saga de videojuegos Crash Bandicoot son espíritus reencarnados en una máscara que ayudan y protegen (Aku-Aku protege, y cuida como si fuera un hijo a Crash que es el héroe y Uka-Uka al villano Neo Cortex). Estas máscaras están inspiradas en la mitología de los Aku-Aku y Rapa Nui.
- Datos: Q1756304